# بيرسي بانكس
بيرسي بانكس (بالإنجليزية: Percy Banks)‏ (9 مايو 1885 - 26 أبريل 1915) هو لاعب كريكت بريطاني (وحمل سابقاً جنسية المملكة المتحدة لبريطانيا العظمى وأيرلندا). لعب مع نادي مقاطعة سومرست للكريكت ‏.